# لغز الطرد البريدي
لغز الطرد البريدي (بالإنجليزية: The Adventure of the Cardboard Box)‏، واحدة من 56 قصة لشرلوك هولمز من تأليف ارثر كونان دويل، وهي واحدة من قصصة سلسلة مذكرات شرلوك هولمز نشرت لأول مرة في مجلة الستراند عام 1893. القصة موجودة ايضاً في المجموعة القصصية قوسه الأخير: بعض ذكريات شيرلوك هولمز في النسخ الأمريكية.

## ملخص القصة
الآنسة سوزان كوشينغ من كوريدون (بلدة في جنوب لندن) تستقبل طردا عن طريق البريد يحتوي على اذنين بشريتين محفوظتان بواسطة ملح خشن. المفتشة ليستراد من سكوتلاند يارد تشك في أن الأمر عبارة عن مزحة من ثلاث طلاب يدرسون الطب قامت الآنسة كوشينغ بإجبارهم على مغادرة السكن، وما يزيذ من اقتناعه بفرضيته أن الطرد كان مرسلا من بلفاست، مسقط رأس أحد الطلاب. بعد أن يقوم هولمز بفحص الطرد بنفسه يقتنع أن له علاقة بجريمة خطيرة وليس مجرد مزحة من الطلاب الثلاث، لأنه لو كان فعلا طالب طب هو من قام بإرساله لكان استعمل شيئا آخر لحفظ الأذنين بدل الملح الخشن، وأيضا كان ليقوم بقطع الاذنين بشكل أفضل، كما أن طريقة كتابة العنوان على الطرد تجعل هولمز يشير إلى أن من أرسل الرسالة ذو مستوى علمي ضعيف وأنه لا يعرف بلدة كوريدون جيدا.
يطلب هولمز من ليستراد عدم الإفصاح بأن له علاقة بالقضية، مواصلا تحقيقاته بطرح اسئلة على الآنسة كوشينغ، القيام برحلة إلى ليفربول وزيارة أخت الانسة كوشينغ، سارة (التي يمنع الدكتور هولمز من زيارتها لأنها تعاني من التهاب الدماغ)، فيقتنع هولمز بعد ذلك أن الأذنين تعودان إلى أخت الآنسة كوشينغ الأخرى، ماري، وعشيقها وأنه تم قتلهما وأن زوج ماري، جيم برونر، هو القاتل.برونر قام بإرسال الصندوق الذي يحتوي الأذنين إلى منزل عائلة كوشينغ لكنه كتب في العنوان س.كوشينغ فقط، حيث كان المرسل اليه الحقيقي سارة وليس سوزان، لكن برونر لم يكن يعلم أن سارة لم تعد تقيم في ذلك المنزل، وسبب فعلته ذلك هو إخافة سارة لأنه يعقتد أنها كانت السبب في تأجيج خلافه مع زوجته ماري ما جعله يقوم بقتلها وحبيبها، حيث حاولت سارة إغراء زوج اختها برونر وعندما لم يستجب لإغراءاتها عملت على تدمير زواج أختها منه.

## الاقتباس
تم اقتباس إحدى حلقات المسلسل البريطاني شرلوك هولمز (عرض بين 1984 و 1994) من القصة، عرضت في 11 أبريل 1994 وقد حملت الحلقة بعض التغييرات على الأحداث الأصلية.

## الترجمة العربية
لغز الطرد البريدي، دار الأجيال للترجمة والنشر.

## روابط خارجية
- نص القصة كاملا على ويكي مصدر (باللغة الإنجليزية).
- تحميل القصة بدون أو مع الصور (باللغة الإنجليزية).
- تحميل القصة بدون الرسومات الأصلية (باللغة الفرنسية).
- تحميل القصة مرفقة بالرسومات الأصلية (باللغة الفرنسية).